# Zero (película)
ZERO es una película marroquí escrita y dirigida por Nour-Eddine Lakhmari y producida por Timlif Productions, estrenada el 19 de diciembre de 2012 en Marruecos. La película fue un éxito de taquilla en Marruecos. Se proyectó en varios festivales internacionales de cine, y se llevó el Gran Premio del Festival Nacional de Cine de Tánger, entre otros premios.

## Sinopsis
Amine Bertale, alias "Zero", es un policía inseguro y alcohólico que pasa la mayor parte de su tiempo tomando declaraciones a los denunciantes o vagando por las calles y bares de Casablanca junto a Mimi, una prostituta de 22 años.

## Reparto
- Younes Bouab (Amine Bertale)
- Mohamed Majd (Abbas)
- Saïd Bey (Boufertatou)
- Zineb Samara (Mimi)
- Aziz Dadas (Chief Zerouali)
- Malika Hamaoui (Aïcha Baïdou)
- Ouidad Elma (Nadia Baïdou)